# Crucianella kurdistanica
Crucianella kurdistanica là một loài thực vật có hoa trong họ Thiến thảo. Loài này được Malin. mô tả khoa học đầu tiên năm 1908.